# Liechtensteiner Vaterland
El Liechtenstein Vaterland (en español, traducido como Patria Liechtensteiniana) es el diario de mayor circulación en Liechtenstein. En la actualidad cuenta con 50 empleados y tiene su sede en la capital de Liechtenstein, Vaduz.

## Historia
En los años treinta Liechtenstein estaba dividido en dos partes, los católicos por el Partido Civil, y los liberales del Partido Popular, ambos tenían un periódico, pero ninguno una edición diaria. En diciembre de 1935, la Unión Patriótica se asoció con el Servicio del Hogar y el Partido Popular. Como resultado de esta unión, los dos periódicos de estos grupos, el "Servicio de Liechtenstein" y el "Mensaje de Liechtenstein" se fusionaron, y el 1 de enero de 1936 la publicaron la primera edición del Liechtensteiner Vaterland.